# Мак-Клюр (Пенсільванія)
Мак-Клюр (англ. McClure) — містечко (англ. borough) у США, в окрузі Снайдер штату Пенсільванія. Населення — 889 осіб (2020).

## Географія
Мак-Клюр розташований за координатами 40°42′28″ пн. ш. 77°18′41″ зх. д. / 40.70778° пн. ш. 77.31139° зх. д. (40.707798, -77.311367).  За даними Бюро перепису населення США в 2010 році місто мало площу 9,74 км², з яких 9,72 км² — суходіл та 0,02 км² — водойми.

## Демографія
Згідно з переписом 2010 року, у селищі мешкала 941 особа в 382 домогосподарствах у складі 273 родин. Густота населення становила 97 осіб/км².  Було 435 помешкань (45/км²).
Расовий склад населення:
| - 98,3 % — білих - 0,2 % — азійців |

До двох чи більше рас належало 1,5 %. Частка іспаномовних становила 1,0 % від усіх жителів.
За віковим діапазоном населення розподілялося таким чином: 24,2 % — особи молодші 18 років, 56,1 % — особи у віці 18—64 років, 19,7 % — особи у віці 65 років та старші. Медіана віку мешканця становила 40,0 року. На 100 осіб жіночої статі у селищі припадало 94,8 чоловіка;  на 100 жінок у віці від 18 років та старших — 91,7 чоловіка також старших 18 років.
Середній дохід на одне домашнє господарство  становив 50 232 долари США (медіана — 41 955), а середній дохід на одну сім'ю — 54 140 доларів (медіана — 45 268). Медіана доходів становила 38 188 доларів для чоловіків та 31 500 доларів для жінок. За межею бідності перебувало 11,4 % осіб, у тому числі 24,9 % дітей у віці до 18 років та 2,2 % осіб у віці 65 років та старших.
Цивільне працевлаштоване населення становило 427 осіб. Основні галузі зайнятості: виробництво — 39,3 %, освіта, охорона здоров'я та соціальна допомога — 25,1 %, будівництво — 6,3 %, публічна адміністрація — 6,1 %.